# SC Concordia Hamburg
Concordia Hamburg was een sportvereniging uit Hamburg met afdelingen in voetbal, karate, jiu jitsu, gymnastiek, tennis, tafeltennis, schaken en judo. De club komt uit het stadsdeel Wandsbek.

## Geschiedenis
De club werd op 9 mei 1907 gesticht. Tot 1927 speelde de club in de regionale eerste klasse. Na de vorming van de Gauliga speelde de club ook van 1933 tot 1941 in de eerste klasse.
Na WOII was de club in 1947 stichtend lid van de Oberliga Nord. In 1950 werd de club 6de, hun beste resultaat.
Bij de vorming van de Bundesliga in 1963 werd de club in de Regionalliga Nord ingedeeld waar de club 7 jaar zou spelen. Na degradatie in 1970 leek het of het einde voor de club nabij was maar promoveerde voor het seizoen 1973-74 terug naar de Regionalliga Nord waar het laatste seizoen werd gespeeld, het volgende jaar werd immers de 2. Bundesliga opgericht, helaas kon de club zich daar niet voor plaatsen.
De volgende 17 jaar werden in 3de klasse doorgebracht. In 2011 degradeerde de club uit de Oberliga Hamburg. In 2013 fuseerde de club met TSV Wandsbek-Jenfeld tot Wandsbeker TSV Concordia 1881.

## Seizoenen 1919 tot 1963
| Jaar      | Liganaam                             | Klasse      |
| --------- | ------------------------------------ | ----------- |
| 1919/1920 | Kreisliga Hamburg/Schleswig-Holstein | 1ste klasse |
| 1921-1927 | Alsterkreisliga                      | 1ste        |
| 1927-1930 | ???                                  | 2de         |
| 1930-1941 | Gauliga Nordmark                     | 1ste        |
| 1941-1944 | ???                                  | 2de         |
| 1944-1945 | Spielbetrieb eingestellt             | -           |
| 1945-1947 | Stadtliga Hamburg                    | 1ste        |
| 1947-1953 | Oberliga Nord                        | 1ste        |
| 1953-1956 | Landesliga Hamburg                   | 2de         |
| 1956-1963 | Oberliga Nord                        | 1ste        |

## Eindklasseringen vanaf 1964
| Seizoen | Competitie                          | Niveau | Eindstand | DFB Pokal | Opmerking                                                                                   |
| ------- | ----------------------------------- | ------ | --------- | --------- | ------------------------------------------------------------------------------------------- |
| 1963/64 | Regionalliga Nord                   | II     | 16        | --        |                                                                                             |
| 1964/65 | Regionalliga Nord                   | II     | 9         | --        |                                                                                             |
| 1965/66 | Regionalliga Nord                   | II     | 9         | Finale    | < Werder Bremen, 0-2 uit                                                                    |
| 1966/67 | Regionalliga Nord                   | II     | 6         | --        |                                                                                             |
| 1967/68 | Regionalliga Nord                   | II     | 13        | --        |                                                                                             |
| 1968/69 | Regionalliga Nord                   | II     | 12        | --        |                                                                                             |
| 1969/70 | Regionalliga Nord                   | II     | 17        | --        |                                                                                             |
| 1970/71 | Landesliga Hamburg                  | III    | 5         | --        |                                                                                             |
| 1971/72 | Landesliga Hamburg                  | III    | 2         | --        | play-off voor 2e plaats > SC Victoria Hamburg, 2-1; 2e in promotieserie groep A met 4 clubs |
| 1972/73 | Landesliga Hamburg                  | III    | 2         | --        | play-off voor kampioenschap > VfL Pinneberg, 0-2; winnaar promotieserie groep A met 4 clubs |
| 1973/74 | Regionalliga Nord                   | II     | 10        | --        | niet gekwalificeerd voor nieuwe 2. Bundesliga                                               |
| 1974/75 | Oberliga Nord                       | III    | 11        | --        |                                                                                             |
| 1975/76 | Oberliga Nord                       | III    | 7         | --        | 3e in Duits amateurkampioenschap > VfB Oldenburg, 3-1                                       |
| 1976/77 | Oberliga Nord                       | III    | 5         | --        | 8e finale Duits amateurkampioenschap                                                        |
| 1977/78 | Oberliga Nord                       | III    | 6         | 2e ronde  | < Schwarz-Weiß Essen, 0-2                                                                   |
| 1978/79 | Oberliga Nord                       | III    | 9         | 1e ronde  | < SV Südwest Ludwigshafen, 0-2 uit                                                          |
| 1979/80 | Oberliga Nord                       | III    | 13        | --        |                                                                                             |
| 1980/81 | Oberliga Nord                       | III    | 9         | 1e ronde  | < Hammer SpVg, 2-2 n.v. thuis/2-3 uit                                                       |
| 1981/82 | Oberliga Nord                       | III    | 14        | --        |                                                                                             |
| 1982/83 | Oberliga Nord                       | III    | 11        | --        |                                                                                             |
| 1983/84 | Oberliga Nord                       | III    | 13        | --        |                                                                                             |
| 1984/85 | Oberliga Nord                       | III    | 16        | --        |                                                                                             |
| 1985/86 | Oberliga Nord                       | III    | 8         | --        |                                                                                             |
| 1986/87 | Oberliga Nord                       | III    | 12        | --        | winnaar Hamburger Pokal > Altona 93, 4-1                                                    |
| 1987/88 | Oberliga Nord                       | III    | 7         | 2e ronde  | < 1. FC Pforzheim, 0-2 uit; finalist Hamburger Pokal > Meiendorfer SV, 0-1                  |
| 1988/89 | Oberliga Nord                       | III    | 15        | --        | finalist Hamburger Pokal > Altona 93, 1-3 n.v.                                              |
| 1989/90 | Oberliga Nord                       | III    | 12        | --        |                                                                                             |
| 1990/91 | Oberliga Nord                       | III    | 15        | --        |                                                                                             |
| 1991/92 | Verbandsliga Hamburg                | IV     | 8         | --        |                                                                                             |
| 1992/93 | Verbandsliga Hamburg                | IV     | 1         | --        | 4e in promotieserie groep B met 4 clubs                                                     |
| 1993/94 | Verbandsliga Hamburg                | IV     | 1         | --        | winnaar promotieserie groep B met 4 clubs                                                   |
| 1994/95 | Regionalliga Nord                   | III    | 15        | --        |                                                                                             |
| 1995/96 | Regionalliga Nord                   | III    | 12        | --        | finalist Hamburger Pokal > Hamburger SV amateurs, 1-3 n.v.                                  |
| 1996/97 | Regionalliga Nord                   | III    | 14        | --        |                                                                                             |
| 1997/98 | Oberliga Hamburg/Schleswig-Holstein | IV     | 5         | --        |                                                                                             |
| 1998/99 | Oberliga Hamburg/Schleswig-Holstein | IV     | 6         | --        |                                                                                             |
| 1999/00 | Oberliga Hamburg/Schleswig-Holstein | IV     | 16        | --        |                                                                                             |
| 2000/01 | Verbandsliga Hamburg                | V      | 1         | --        |                                                                                             |
| 2001/02 | Oberliga Hamburg/Schleswig-Holstein | IV     | 5         | --        |                                                                                             |
| 2002/03 | Oberliga Hamburg/Schleswig-Holstein | IV     | 3         | --        |                                                                                             |
| 2003/04 | Oberliga Hamburg/Schleswig-Holstein | IV     | 3         | --        |                                                                                             |
| 2004/05 | Oberliga Nord                       | IV     | 16        | --        |                                                                                             |
| 2005/06 | Verbandsliga Hamburg                | V      | 2         | --        |                                                                                             |
| 2006/07 | Hamburg-Liga                        | V      | 3         | --        |                                                                                             |
| 2007/08 | Hamburg-Liga                        | V      | 4         | --        |                                                                                             |
| 2008/09 | Oberliga Hamburg                    | V      | 13        | --        | winnaar Hamburger Pokal > Altona 93, 2-1                                                    |
| 2009/10 | Oberliga Hamburg                    | V      | 14        | 1e ronde  | < TuS Koblenz, 0-4                                                                          |
| 2010/11 | Oberliga Hamburg                    | V      | 17        | --        |                                                                                             |
| 2011/12 | Landesliga Hansa                    | VI     | 6         | --        |                                                                                             |
| 2012/13 | Landesliga Hansa                    | VI     | 3         | --        | Fusie met TSV Wandsbek-Jenfeld                                                              |